# Schule Schloss Salem

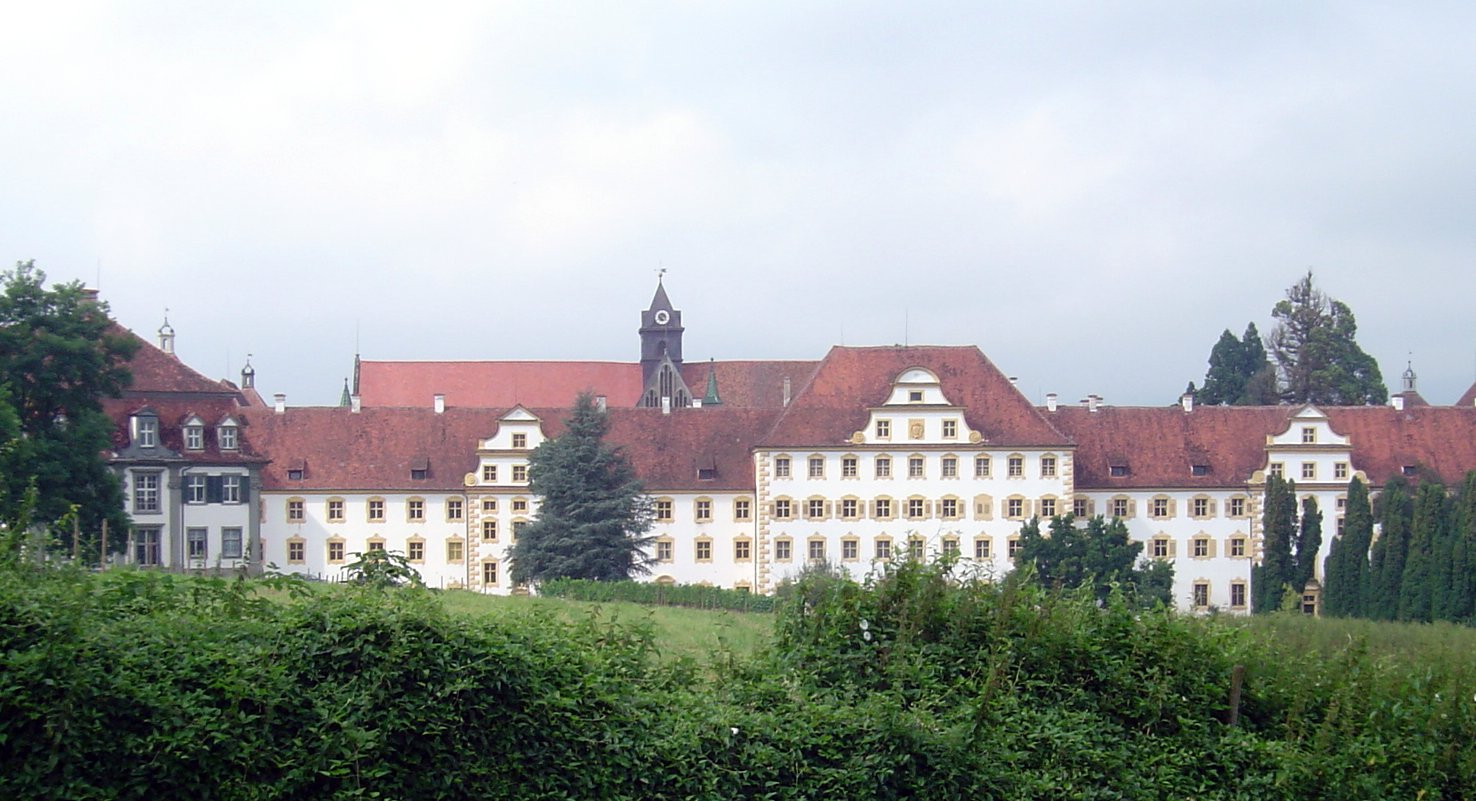
Vue depuis le sud.

La Schule Schloss Salem est une célèbre école privée allemande installée dans les locaux de l'ancienne abbaye de Salem. Fondée par les pédagogues Kurt Hahn, Karl Reinhardt et le prince Max de Bade en 1920, elle accueille de nombreux membres du gotha.
Située dans la petite ville badoise de Salem, non loin du lac de Constance et de la ville de Tübingen, la Schule Schloss Salem est une école internationale, où l’on peut passer l’abitur et le baccalauréat international (IB). Elle est composée de 6 sections de filles et de 6 sections de garçons.

## Directeurs célèbres
- Kurt Hahn (1920-1933)
- Berthold de Bade (1933-????)
- Georges-Guillaume de Hanovre (1948-1959)

## Anciens élèves connus
- Elisabeth von Thadden (1890-1944)
- Golo Mann (1909-1994)
- Marian Gold (1954)
- Monika Mann (1910-1992)
- Georges-Guillaume de Hanovre (1915-2006)
- Elisabeth Noelle-Neumann (1916-2010)
- Philip Mountbatten (1921-2021)
- Berthold Maria von Stauffenberg (1934)
- Sophie de Grèce (1938)
- Irène de Grèce (1942)
- Walter Sittler (1952)
- Inaara Aga Khan (1963)
- Christian Kracht (1966)
- Philipp Plein (1978)